# Greenfield Festival
Das Greenfield Festival ist ein mehrtägiges Musikfestival, das im Jahr 2005 zum ersten Mal stattfand. Austragungsort ist der Flugplatz Interlaken im Berner Oberland in der Schweiz. Jährlich treten rund 40 Bands auf dem Greenfield Festival auf.
Aufgrund der deutschen Herkunft des Veranstalters hatten im Jahr 2005 Schweizer Festivalveranstalter zum Boykott des Festivals aufgerufen. Sie waren der Meinung, die Schweiz habe genug Festivals und ausländische Veranstalter seien unerwünscht.
Weitere Festivals des Veranstalters FKP Scorpio wie Southside und das Hurricane Festival sind Partnerfestivals. Die dort gebuchten Bands treten oft auch in Interlaken auf.
Neben den eigentlichen Auftritten der teils jährlich wechselnden Bands gehört zu den Besonderheiten des Greenfield Festivals vor allem auch ein Mittelaltermarkt. Tagsüber treten dort diverse Artisten wie Akrobaten, Feuerschlucker und Magier auf und zudem werden typisch mittelalterliche Speisen und Getränke wie etwa Met angeboten.

## Termine und Bands
| Datum               | Besucher   | Line-Up * | Anmerkungen |
| ------------------- | ---------- | --- | --- |
| 24. – 26. Juni 2005 | 25'500     | Adam Green, Aereogramme, Alter Bridge, Boss Martians, Breed 77, Bright Eyes, Burrell, Clawfinger, DePhazz, Die Toten Hosen (Friss oder stirb Tour), Donots, Eagles of Death Metal, The Eighties Matchbox B-Line Disaster, Element of Crime, Fantômas, Favez, Feeder, Finch, Flogging Molly, Giant Sand, Goldenhorse, Grannysmith, Green Day, Jimmy Eat World, Kettcar, La Vela Puerca, Madrugada, Madsen, Melody Club, Millencolin, Moondog Show, Nguru, Pennywise, Shilf, Simple Plan, Slut, Snitch, System of a Down, The (International) Noise Conspiracy, The Faint, The Hellacopters und Turbonegro | Die Auftritte der Nine Inch Nails und der Queens of the Stone Age mussten wegen Unwetter kurzfristig abgesagt werden. Für die ursprünglich im Programm vorgesehenen, doch kurzfristig ausgefallenen Mars Volta sprang die Gruppe Nguru ein. |
| 16. – 18. Juni 2006 | 20'000     | A.F., Amplifier, Apocalyptica, Archie Bronson Outfit, Archive, Art Brut, Backyard Babies, Billy Talent, Depeche Mode, dEUS, Donots, Elbow, Hard-Fi, In Extremo, Karamelo Santo, Kashmir, Lagwagon, Live, Mad Caddies, Maxïmo Park, Nguru, Pale, Panteón Rococó, Placebo, Redwood, Seeed, Speck, Starsailor, The Answer, The Cardigans, The Datsuns, Delilahs, The Peacocks, The Sisters of Mercy, The Soundtrack of Our Lives, The Weepies, Therapy?, Tool, Trivium und William White & The Emergency | Aus dem ursprünglich geplanten Programm fielen durch eine kurzfristige Absage die Babyshambles. |
| 15. – 17. Juni 2007 | 24'848     | Cataract, Die Happy, dredg, Five O’Clock Heroes, Flogging Molly, Frank Black, Hayseed Dixie, Head Automatica, Houston Swing Engine, Ill Niño, Incubus, Itchy Poopzkid, Juliette and the Licks, La Vela Puerca, Less Than Jake, Madsen, Manic Street Preachers, Marilyn Manson, McQueen, Me First and the Gimme Gimmes, Navel, Porcupine Tree, Queens of the Stone Age, Reel Big Fish, Slayer, Snitch, Sonic Youth, Stone Sour, Sugarplum Fairy, The 69 Eyes, The Films, The Hives, The Killers, The Lemonheads, The Smashing Pumpkins, Therapy?, Thirty Seconds to Mars und Tomte | Kurzfristig abgesagt hatten Hinder und My Chemical Romance. |
| 13. – 15. Juni 2008 | 26'218     | Apocalyptica, Beatsteaks, Black Rebel Motorcycle Club, Blackmail, Bullet for My Valentine, Coheed and Cambria, Die Ärzte, Donots, Enter Shikari, In Extremo, In Flames, Jaguar Love, Kettcar, Kilians, Millencolin, NOFX, Oceansize, Panteón Rococó, Reign of Silence, Rise Against, Schwellheim, Sick of It All, Slut, The Bianca Story, The Blackout, The Donnas, The Offspring, The Weakerthans, Zebrahead, Zox | 3 Doors Down wurden durch Heaven Shall Burn ersetzt, Linkin Park durch Bad Religion, für Funeral for a Friend konnte kein Ersatz mehr verpflichtet werden. |
| 12. – 14. Juni 2009 | 24'188     | … And You Will Know Us by the Trail of Dead, August Burns Red, Cataract, A Day to Remember, Billy Talent, Caliban, Disturbed, Dredg, Faith No More, Flogging Molly, Gallows, Gogol Bordello, Itchy Poopzkid, Karamelo Santo, Korn, Less Than Jake, Monster Magnet, Nightwish, Parkway Drive, Slipknot, Social Distortion, Shinedown, Soulfly, Staind, The Ting Tings, Tomte, Trivium, The Black Revelation, The Subways, The Wombats, Volbeat | Lediglich DragonForce musste ihren Auftritt absagen. |
| 11. – 13. Juni 2010 | 26'200     | Rammstein, The Prodigy, Beatsteaks, The Hives, Heaven Shall Burn, WIZO, Hot Water Music, Turbostaat, Callejon, HIM, Porcupine Tree, Danko Jones, Subway to Sally, The Dillinger Escape Plan, Bleeding Through, Coheed and Cambria, Eluveitie, Hatebreed, Blessed by a Broken Heart, Unheilig, Sepultura, Goodbye Fairbanks | |
| 9. – 11. Juni 2011  | 25'880     | Foo Fighters, System of a Down, Volbeat, Disturbed, Social Distortion, The Gaslight Anthem, Apocalyptica, Madsen, Lacuna Coil, Bullet for My Valentine, Flogging Molly, Wolfmother, Sublime With Rome, Sick of It All, Parkway Drive, Itchy Poopzkid, Young Guns, All Time Low | |
| 15. – 17. Juni 2012 | 25'072     | Die Ärzte, Limp Bizkit, The Offspring, Rise Against, Billy Talent, In Flames, The Hives, Refused, In Extremo, Heaven Shall Burn, Sepultura, Eluveitie, Hatebreed, Lagwagon, Schandmaul, Fear Factory, Enter Shikari, Pennywise, Mad Caddies, Hot Water Music, Skindred, Zebrahead, Less Than Jake, Black Veil Brides, H-Blockx, La Vela Puerca, Donots, Street Dogs, All Shall Perish, Neaera, The Bronx, Darkest Hour, The Beauty of Gemina, Emmure, Bury Tomorrow, La Dispute, Talco, Wolves Like Us, While She Sleeps, Turbowolf, Death by Chocolate, Hathors, Delilahs, Breakdown of Sanity, End (BScene-Contest-Winner) | |
| 13. – 15. Juni 2013 | 27'205 *   | Rammstein, Queens of the Stone Age, The Prodigy, Nightwish, Slayer, Ska-P, Within Temptation, NOFX, Airbourne, Bad Religion, Bullet for My Valentine, Stone Sour, Parkway Drive, A Day to Remember, Boysetsfire, Coheed and Cambria, Turbonegro, Danko Jones, Anti-Flag, Caliban, Converge, Deez Nuts, Gallows, Karnivool, Every Time I Die, The Devil Wears Prada, Graveyard, Saltatio Mortis, Bleed from Within, Adept, Emil Bulls, The Bouncing Souls, Itchy Poopzkid, Mono Inc., Eskimo Callboy, The Bots, Betraying the Martyrs, Bury Tomorrow, The Ghost Inside, Red Fang, Palm Reader, Deaf Havana, Slag in Cullet, The Strapones, Reding Street, Silent Circus (Band-Contest-Winner), Bagheera (Band-Contest-Winner)                                       | |
| 12. – 14. Juni 2014 | ca. 24'000 | Apologies, I Have None, Awolnation, Bombus, Breakdown of Sanity, Bring Me the Horizon, Broilers, Chuck Ragan, Clutch, Dave Hause, Donots, Dropkick Murphys, Eluveitie, Emmure, Ghost, Gogol Bordello, In Extremo, Iron Maiden, Jennifer Rostock, Linkin Park, Memphis May Fire, Madsen, Miss May I, Nofnog, Panteón Rococó, Pennywise, Philip H. Anselmo and the Illegals, Sabaton, Seether, Sepultura, Silverstein, Terrorgruppe, Trivium, Turbostaat, The Used, We Came as Romans, You Me at Six, Zebrahead, Soundgarden, Hatebreed, Callejon, Talco, The Beauty of Gemina, Vale Tudo, Black Tusk, Montreal (Stand: 8. Mai 2014) | |
| 12. – 14. Juni 2015 | 18'016     | u. a. Motörhead, Heaven Shall Burn, Slipknot, In Flames, In Extremo, Lamb of God | |
| 8. – 11. Juni 2016  | 102'421 *  | Red Hot Chili Peppers, Volbeat, The Prodigy, Nightwish, The Offspring, Billy Talent, Dropkick Murphys, Bring Me the Horizon, Amon Amarth, Bullet for My Valentine, NOFX, The Hives, Killswitch Engage, Pennywise, Enter Shikari, Eisbrecher, Skindred, Eskimo Callboy, Architects, August Burns Red, We Came as Romans, Good Riddance, Zebrahead, Jennifer Rostock, The Amity Affliction, Deez Nuts, Attila, Cancer Bats, Breakdown of Sanity, Vale Tudo, Schmutzki, Chelsea Deadbeat Combo, Trivium, Paradise Lost, Saltatio Mortis, Corvus Corax, Mono Inc., The Beauty of Gemina, Feuerschwanz, Tanzwut, Lacrimas Profundere, New Years Day, Final Story (Stand: 19. Januar 2016)                                                                               | 2016 erreichte das Greenfield Festival trotz Regen und Tiefst-Temperaturen ab 4 Grad einen neuen Besucherrekord. Das Festival startete mit einem Konzert der Red Hot Chili Peppers am Mittwoch. Zudem gab es neu eine dritte Bühne und der Preis wurde erhöht. Architects mussten ihren Auftritt kurzfristig absagen und wurden durch Mindcollision ersetzt. |
| 8. – 10. Juni 2017  | 66'000     | Green Day, Blink-182, In Flames, Five Finger Death Punch, Eluveitie, Kraftklub, Rancid, A Day to Remember, Apocalyptica, In Extremo, Gogol Bordello, Sum 41, Kreator, Powerwolf, Royal Republic, Me First and the Gimme Gimmes, Architects, Of Mice & Men, Suicide Silence, Callejon, You Me at Six, Against Me!, Every Time I Die, Breakdown of Sanity, Donots, Pierce the Veil, Touché Amoré, Emil Bulls, Frank Carter & The Rattlesnakes, Counterfeit, The King Blues, Skinny Lister, Red Sun Rising, Überyou, Second Function, Selbstbedienung, Fensta, The Giving, Subway to Sally, epica, VNV Nation, Equilibrium, combichrist, Delain, Letzte Instanz, Lord of the Lost, Hämatom, Megaherz, Versengold, Unzucht, Ost+Front, Heimatærde (Stand 24. Mai 2017) | Das Greenfield Festival 2017 war das erste Mal in seiner Geschichte komplett regenfrei. |
| 7. – 9. Juni 2018   | 72'000     | Volbeat, The Prodigy, Limp Bizkit, Rise Against, The Offspring, Parkway Drive, Broilers, Bullet for My Valentine, The Hives, Arch Enemy, Eisbrecher, Alexisonfire, Shinedown, Anti-Flag, Korpiklaani, Asking Alexandria, Brian Fallon & The Howling Weather, Zeal & Ardor, Dead Cross, Less than Jake, Backyard Babies, OOMPH!, Talco, Stick to your Guns, Bury Tomorrow, Dritte Wahl, Stray from the Path, Selbstbedienung, Dreamshade, Being as an Ocean, Mantar, Fjørt, Death by Chocolate, Scream Your Name, Moose Blood, Culture Abuse, Bloodred Hourglass, Mindcollision | Selbstbedienung ersetzte Kadavar |
| 13. – 15. Juni 2019 | 82'000     | Die Toten Hosen, Slipknot, Sabaton, Amon Amarth, Dropkick Murphys, Eluveitie, Papa Roach, Within Temptation, Behemoth, Feine Sahne Fischfilet, Lamb of God, Frank Turner & The Sleeping Souls, Millencolin, At the Gates, Saltatio Mortis, Halestorm, Eskimo Callboy, Me First & The Gimme Gimmes, Beartooth, Graveyard, The Amity Affliction, While She Sleeps, Kvelertak, Zebrahead, Amaranthe, Tesseract, Underoath, Our Last Night, Sondaschule, Hämatom, The Baboon Show, State Champs, Power Trip, Montreal, The Peacocks, Chelsea Deadbeat Combo, Cellar Darling, Cane Hill, Hellvetica, Almost Human, Alphornbläser | Der Auftritt von Hämatom wurde nach ein paar Liedern abgebrochen, da das Gelände wegen einer Unwetterwarnung evakuiert werden musste. Die Besucher wurden gebeten, das Festgelände in Ruhe für eine Stunde zu verlassen und in ihren Fahrzeugen Schutz zu suchen. Mittels Warnblinkanlage sollte auf freie Plätze in den Fahrzeugen aufmerksam gemacht werden. Nach dem Unwetter wurde das Festgelände wieder geöffnet. Im Programm gab es kleinere Verschiebungen. Die Auftritte von Me First & The Gimme Gimmes und Our Last Night fielen aus. |
| 11. – 13. Juni 2020 |            | Volbeat, Nightwish, Bring Me the Horizon, Disturbed, Heaven Shall Burn, Killswitch Engage, Babymetal, Of Mice & Men, Agnostic Front, Skindred, Hot Water Music, Thy Art Is Murder, August Burns Red, Jinjer, Betontod, Motionless in White, Lagwagon, Bury Tomorrow, Boston Manor | abgesagt aufgrund COVID-19 |
| 9. – 11. Juni 2022  | 84'000     | Volbeat, Korn, Billy Talent, Rise Against, Bring Me the Horizon, The Offspring, Heaven Shall Burn, Powerwolf, Hammerfall, Killswitch Engage, WIZO, Alestorm, Bad Religion, Gogol Bordello, Skillet, The Distillers, Danko Jones, Of Mice & Men, Agnostic Front, Skindred, Baroness, Betontod, Mayday Parade, Gloryhammer, Stick to Your Guns, Battle Beast, Jinjer, Lagwagon, Lionheart, Burning Witches, Bury Tomorrow, Mass Hysteria, Alien Weaponry, Boston Manor, Dreamshade, Spanish Love Songs, Selbstbedienung, Final Story | neue Themenwelt: «Shelter 666» (Wasteland) |
| 8.–10. Juni 2023    | 84'000     | Amon Amarth, Die Ärzte, Parkway Drive, Sabaton, Slipknot, Anti-Flag, Arch Enemy, Avatar, Bloodred Hourglass, Coheed and Cambria, Coilguns, Destroy Boys, Donots, Emil Bulls, Enter Shikari, Funeral for a Friend, Halestorm, Hatebreed, Hollywood Undead, In Extremo, Less Than Jake, Lionheart, Lorna Shore, Mantar, Moment Of Madness, Nofnog, Papa Roach, Sleep Token, Swiss und die Andern, Taylor Acorn, The Amity Affliction, The BossHoss, The Hu, The Menzingers, Touché Amoré, While She Sleeps, Windshelter, Wolfmother, Zebrahead, Überyou | |
| 13.–15. Juni 2024   | 84'000     | Green Day, Bring Me the Horizon, The Prodigy, Kraftklub, Machine Head, Dropkick Murphys, Sum 41, Eluveitie, Crosses, Feine Sahne Fischfilet, Babymetal, The Interrupters, Guano Apes, Saltatio Mortis, Thy Art Is Murder, Life of Agony, Bury Tomorrow, Karnivool, Underoath, Silverstein, Escape the Fate, Kvelertak, Feuerschwanz, Palaye Royale, The Baboon Show, Against the Current, Hanabie, Montreal, Bokassa, Imminence, Fjørt, Paleface Swiss, Future Palace, Rave the Reqviem, The High Times, All To Get Her, Alchemists, Alphornbläser | |
| 12.–14. Juni 2025   | 75'000     | Slipknot, Avenged Sevenfold, Electric Callboy, Powerwolf, In Flames, Heaven Shall Burn, Sex Pistols feat. Frank Carter, Alligatoah, Donots, Motionless in White, Spiritbox, Grandson, Lord Of The Lost, Jinjer, The Ghost Inside, Subway to Sally, Versengold, Landmvrks, Thrice, Cementery Skyline, Betontod, Me First And The Gimme Gimmes, Starset, The Warning, Stray From The Path, High Vis, Talco, Good Riddance, Annisokay, Bluthund, Selbstbedienung, Mindcollision, Archers, Unified Move, Sickret, Polar Shift, Dry And Shattered, Alphornbläser | Der Sänger von Heaven Shall Burn (Marcus Bischoff) erkrankte bereits eine Woche vor dem Greenfield Festival und musste bereits seine Auftritt bei Rock im Park und Rock am Ring absagen resp. abbrechen. Die Band fand kurzfrist für u. a. ihren Auftritt am Greenfield mit Britta Görtz von der Band Hiraes eine Ersatzsängerin. Adam Angst mussten ihren Auftritt kurzfristg absagen. Stattdessen traten Bluthund auf. |